# 贾嗣镇
贾嗣镇，是中华人民共和国重庆市江津区下辖的一个乡镇级行政单位。

## 行政区划
贾嗣镇下辖以下地区：
贾嗣桥社区、五福村、民福村、崇兴村、玉皇村、红专村和龙山村。